# 巴哈欧拉陵寝

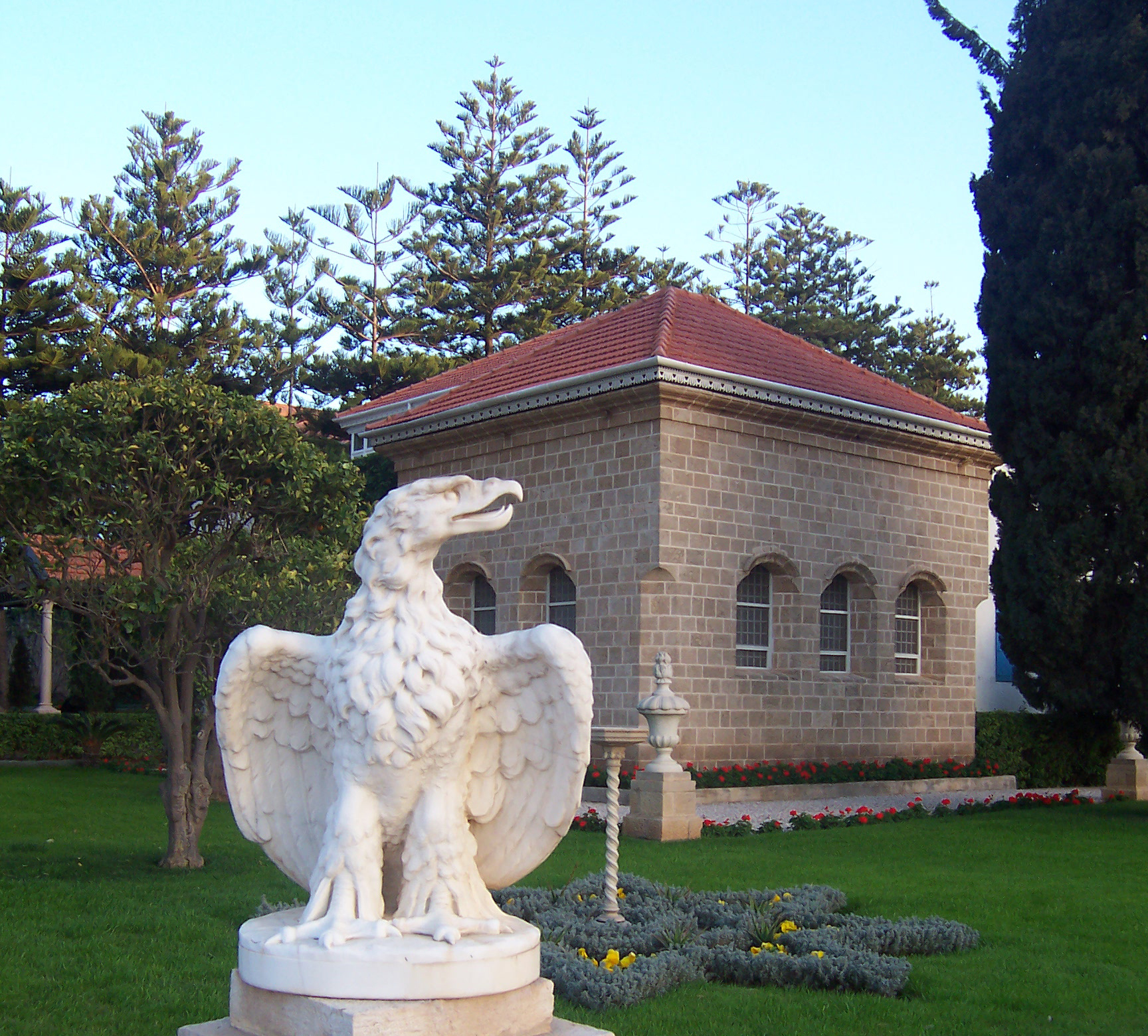

巴哈欧拉陵寝（阿拉伯语：‎）位于以色列阿卡附近的巴吉，是巴哈伊信仰的一处圣地，也是其信徒祷告的方向。陵寝毗邻巴哈欧拉生前的居所巴吉宅邸，陵寝内有巴哈欧拉的遗体。
巴哈欧拉陵寝及其周围的花园，以及巴吉宅邸，均于2008年7月列入世界遗产名录。